# 暁のガンマン
『暁のガンマン』（伊: E per tetto un cielo di stelle、英: A Sky Full of Stars for a Roof）は1968年のイタリアの映画。監督はジュリオ・ペトローニ。主演はジュリアーノ・ジェンマ。音楽はエンニオ・モリコーネが担当した。別邦題は『さすらいの用心棒』。日本では劇場未公開だがテレビ放映が行われている。

## キャスト
| 役名           | 俳優                   | 日本語吹替  | 日本語吹替   |
| 役名           | 俳優                   | NETテレビ版 | 日本テレビ版 |
| -------------- | ---------------------- | ----------- | ------------ |
| ティム         | ジュリアーノ・ジェンマ | 野沢那智    | 松橋登       |
| ハリー         | マリオ・アドルフ       |             |              |
| ドロシー       | マグダ・コノプカ       |             |              |
| ロジャー       | フェデリコ・ボイド     |             |              |
| 駅馬車の男     | クリス・ウェルタ       |             |              |
| セイレーン     | ジュリー・メナード     |             |              |
| サミュエル     | アンソニー・ドーソン   |             |              |
| セイレーンの夫 | サンドロ・ドリー       |             |              |
| ブレント       | フランコ・バルドゥッチ |             |              |

- NETテレビ版：初回放送1974年8月24日『土曜映画劇場』
- 日本テレビ版：初回放送1977年3月2日『水曜ロードショー』